# 罗泽洲

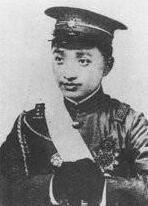
罗泽洲

罗泽洲（1890年7月1日—1950年7月17日），原名鼎成，字平章，四川蒲江中興場羅墩子人，国民革命军陆军中将。

## 生平
罗泽洲生於光緒十六年五月十五日（西元1890年7月1日星期二），毕业于四川陆军军官学校第2期，畢業後任鄧錫侯部排長，歷升連長、營長、團長、旅長。此后他任川陕边防军第11混成旅旅长，兼任重庆市警察厅厅长。
1925年9月3日，四川清乡督办邓锡侯任命川军第11混成旅旅长罗泽洲为成都市政督办兼四川市政讲习所监督。罗泽洲任命孙少荆为提调兼公用科长（后来任命林恕为公用科长）、曾孝穀为秘书长、叶大鏻为总务科长、周壁为工务科长、祝味菊为卫生科长、刘子俊为财务科长（后来鄢孟达继任）、胥鑑澄为教育科长。1927年《成都市市政年鉴》载，罗泽洲任成都市政督办后，“推广春熙路新市场，建筑全城模范马路，并计划续修第三期马路”，“其他市政范围以内诸务，亦经尽心擘画，次第举行”。经罗泽洲“锐意整顿”，“旬日之间”，成都市政“尽复旧观”，一洗此前“凌乱停滞之象”。1926年，春熙路全部完工，罗泽洲乃于街心花园建“春熙路创建纪念碑”。1926年1月，罗泽洲升任川军第11师师长，“因公出省，乃委川军第十一混成旅旅长陈光藻代行督办事务。”1926年12月31日，罗泽洲卸任成都市政督办。
民國十七年，羅軍極盛時擁有18個團。佔據南充、西充、岳池、鄰水、廣安、渠縣、蓬安、營山、大竹、墊江、長壽十一縣，有順慶王之稱。為了發展實力、進一步奪取防地．羅在其防區預征賦稅數年，設立兵工廠製造槍彈，擴軍備戰。但其軍用物資和製造槍彈之材料路經重慶時，常為劉湘截獲，羅對劉湘有切膚之恨。
此后，他任国民革命军第二十八军新编23师师长。1933年，罗泽洲任四川剿匪军第3路副总指挥，参加围剿中国工农红军。1933年8月1日，四川善后督办刘湘任命罗泽洲为成都市市长。因罗泽洲在作战前线，市长职务乃由罗泽洲的高等顾问陈子猷代管。1934年11月1日，罗泽洲卸任成都市市长。1935年10月中央对川军第一期整军，所部新编第23师共11个团，11000人，军职被撤。
抗日战争爆发后，1937年9月，罗泽洲任国民革命军第四十七军副军长，率部出四川参加抗日战争。1942年11月，任军事参议院中将参议，1946年退役。此后，罗泽洲任蒲江县参议会议长。
1949年12月，中国人民解放军占领蒲江，罗泽洲居於成都西玉龍街大福建巷。1950年3月被派公糧20萬斤，其時羅無存款，遂賣掉成都西玉龍街房產繳納公糧。遂無家可歸。1950年7月17日，罗泽洲于成都服安眠藥自杀，葬於臥牛巷後院，得年61歲。
羅澤洲一生，辦了不少有利於社會的公益事業。民國十三年至十四年駐防渠縣時，整修街道，修建環城馬路及渠縣至廣安公路，創辦小學、初中，舉辦通俗教育館、文武觀摩會；設立救濟院收養窮民兒童讀書學藝，創辦織布廠、印刷廠。民國二十八年（1929年）在蒲江壽安鎮開辦成平小學，捐資建校，招聘教師，為桑梓培育人材。是年起連續三年，在中興場發賑米三百石，救濟貧民。民國三十五年（1946年）在眉山縣盤熬鎮長秋山區開設硝廠，提煉化工原料，為當地部分貧民提供謀生條件。